# 伯頓角

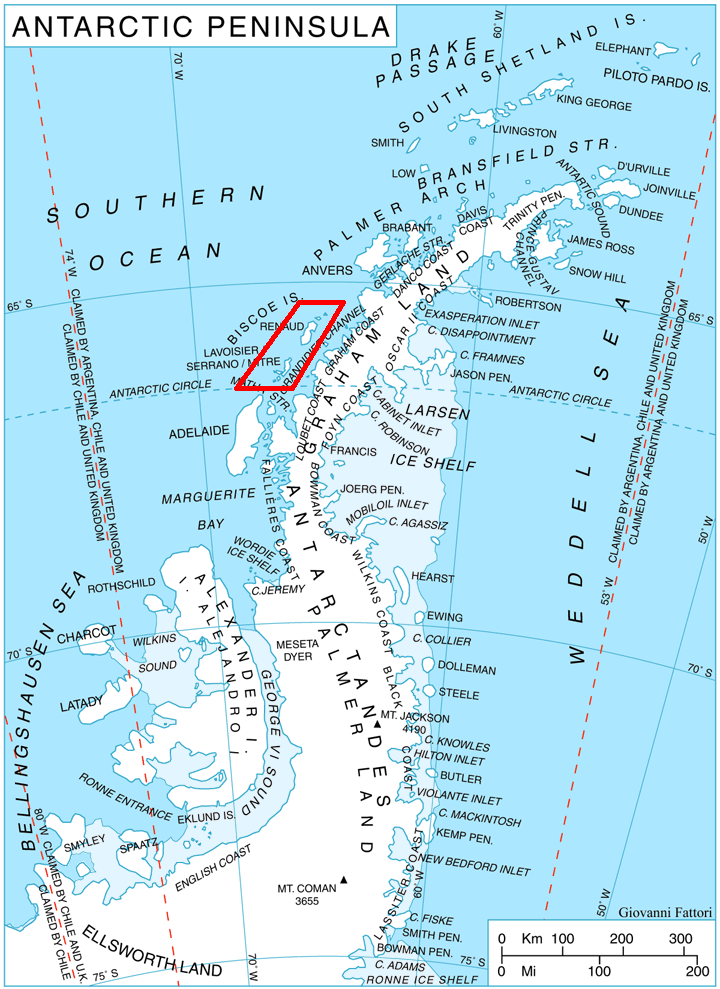

伯頓角（英語：Burton Point），是南極洲的海岬，位於比斯科群島的克羅格島東北端，處於弗拉季格羅夫海峽東北部入口北部，根據英國探險隊拍攝的空中照片，現時由南極條約體系管理。